# 国際連合安全保障理事会決議158
国際連合安全保障理事会決議158（英: United Nations Security Council Resolution 158,UNSCR158）は、1960年9月28日に全会一致で採択された国際連合安全保障理事会決議。セネガル共和国の国連加盟申請を検討し、総会にセネガル共和国の承認を勧告した。
なお、同日にマリ共和国も国連加盟の承認に関する決議の採択があり、かつて1960年8月20日にマリ連邦が崩壊するまで、国際連合安全保障理事会決議139にてマリ連邦の下で国連加盟を承認されていた。